# Lúdalakúak
A lúdalakúak (Anseriformes) a madarak osztályának egy rendje. 3 család és 165 faj tartozik a rendbe.
Vízfelszínen és szárazföldön táplálkozó állatok. Úszóhártyás lábaikkal jól úsznak és repülnek.

## Rendszerezés
A rend az alábbi családokat foglalja magában:
- récefélék (Anatidae) Leach, 1820 - 161 faj
- tüskésszárnyúmadár-félék (Anhimidae) Stejneger, 1885 - 3 faj
- ujjas lúdfélék (Anseranatidae) Sclater, 1880 - 1 élő faj

## Kihalt családok
- Presbyornithidae (Wetmore, 1926) – a legrégebben kialakult család, a Presbyornis nem 4 faja, a paleocén és az eocén korból[1]
- Romainvillidae – egyetlen ismert faja a Romainvillia stehlini a eocén – oligocén korból. Lúdméretű fosszilis faj, mely a hasadtujjú lúd és a fütyülőludak között állt rendszertanilag.
- Cygnopteridae – egyetlen nem, a Cygnopterus 3 fosszilis faja az oligocén – miocén korból. Korábban fosszilis hattyúfajoknak tartották őket, Livezey kutatásai alapján emelték őket önálló család rangjára.[1]
- Paranyrocidae – egyetlen faja a Paranyroca magna, egy hattyúméretű fosszilis faj, maradványai Észak-Amerika miocén kori rétegeiből kerültek elő.
- Dromornithidae (Rich, 1979) – óriás termetű, röpképtelen madarak 7 fosszilis fajjal az oligocén és pleisztocén közötti korokból Ausztrália területéről.[2]
- Cnemiornithidae – Két ismert faja Új-Zéland óriási termetű röpképtelen madara volt, feltehetőleg a betelepült maorik irtották ki őket.